# وادي راف
وادي راف هو واد في تهامة بلاد بلقرن تسيل مياهه من جبال ثميدة باتجاه الغرب حتى ترفد وادي قنونا جنوبي قرية كيهف، وعليه قرية الحواري لبلحارث بلقرن.